# Les Cerqueux-de-Maulévrier
Les Cerqueux é uma comuna francesa na região administrativa da Pays de la Loire, no departamento de Maine-et-Loire. Estende-se por uma área de 13,82 km². Em 2010 a comuna tinha 890 habitantes (densidade: 64,4 hab./km²).